# Johannisbeerblasenlaus
Die Johannisbeerblasenlaus, wissenschaftlicher Name Cryptomyzus ribis, ist eine Blattlausart aus der Familie der Röhrenblattläuse (Aphididae). Die wirtswechselnde Art verursacht an Blättern von Johannisbeeren gallenartige blasige Aufwölbungen der Blattspreite, in deren Innerem die Blattläuse leben. Der Befall ist recht auffällig, die Art gilt aber im Regelfall nicht als wirtschaftlich bedeutsamer Schädling beim Anbau von Johannisbeeren. Die Art ist im nördlichen und mittleren Europa häufig und weit verbreitet.

## Merkmale
Die Blattläuse sind je nach Stadium im Lebenszyklus recht verschieden aussehend. Ungeflügelte parthenogenetische Weibchen, wie am häufigsten auf Johannisbeeren anzutreffen, sind im Körperumriss etwas langgestreckt oval, sie erreichen 1,6 bis 2,3 Millimeter Körperlänge. Sie sind blass gefärbt, unspezifisch blassgrün, gelblich bis weißlich, gelegentlich mit einem grünen Längsband. Die Siphunculi, paarige röhrenartige Organe nahe dem Hinterleibsende, sind lang, etwa ein Fünftel der Körperlänge, sie sind zylindrisch oder zur Spitze hin sehr schwach keulig verdickt, im Durchmesser schmaler als die Schiene der Hinterbeine. Die Antennen sind lang und schlank, etwa 1,2 mal Körperlänge. Sehr typisch für alle Arten der Gattung sind keulenförmig verdickte Haare auf der gesamten Oberseite (Dorsalseite) des Körpers. Die Arten der Gattung sind nur anhand mikroskopischer Merkmale durch Spezialisten unterscheidbar.
Bei den geflügelten (alaten) Tieren sind die Adern der glasartig hyalinen Flügel schmal braun gesäumt. Geflügelte parthenogenetische Weibchen ähneln den ungeflügelten. Sie besitzen auf der Oberseite des Hinterleibs hinten einen großen schwarzen, fast quadratischen Fleck. Bei den geflügelten Männchen ist dieser Fleck entlang der Segmentgrenzen fensterartig durchbrochen.

## Lebenszyklus

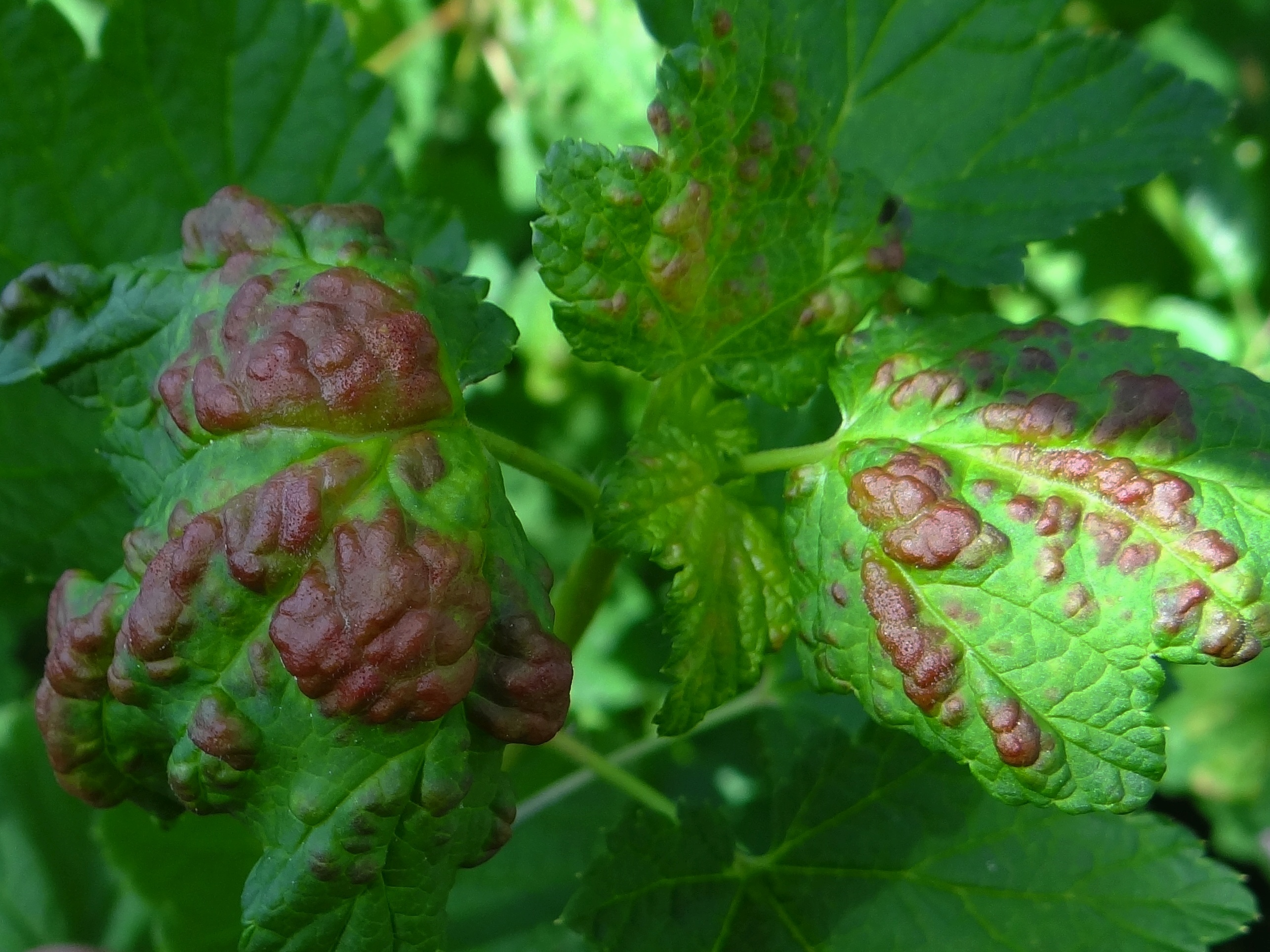
Blasenartige Blattgallen der Johannisbeerblasenlaus, an Schwarzer Johannisbeere

Es handelt sich um eine wirtswechselnde Blattlausart. Weibchen legen im Herbst Eier an die Triebe der Johannisbeeren. Befallen werden neben hauptsächlich Roter Johannisbeere auch Schwarze Johannisbeere, in geringerer Häufigkeit viele weitere Arten der Gattung der Johannisbeeren (Ribes spp.). Im Frühjahr schlüpfende Blattlausnymphen wandern zu den neu ausgetriebenen Blättern, an deren Unterseite sie saugen. Durch den Saugvorgang bilden sich gallenartige Wucherungen: blasenartige Aufwölbungen des Blattspreite, die oft rot, gelegentlich gelblich gefärbt sind, insbesondere an Schwarzer Johannisbeere. Im Inneren dieser auf der Blattunterseite weit offenen Blasen leben die Blattläuse, meist relativ wenige pro Blattgalle. Die Blattläuse erzeugen über Viviparie weiteren, weiblichen Nachwuchs, der weitere Blätter besiedeln kann. Im Hochsommer (meist Juli) werden in den Kolonien geflügelte Weibchen produziert. Diese verlassen die Johannisbeeren und suchen fliegend die Sommerwirtsart. Dabei handelt es sich immer um eine krautige Art aus der Familie der Lippenblütler (Lamiaceae). Obwohl ein gelegentlicher Befall einer Vielzahl von Arten belegt ist, ist der Hauptwirt in der Regel eine Art der Gattung Stachys (Ziest), im Baltikum fast ausschließlich der Sumpf-Ziest (Stachys palustris), in England vor allem Wald-Ziest (Stachys sylvatica). Nach Untersuchungen des niederländischen Entomologen J. Adriaan Guldemond ist der Sumpf-Ziest als Wirtsart am besten geeignet. Auch am krautigen Sommerwirt werden eine Reihe flügelloser parthenogenetischer Generationen viviparer (lebendgebärender) Weibchen gebildet. Schließlich werden auch hier geflügelte Weibchen produziert, die im Herbst auf die Johannisbeeren zurückkehren und hier ihre Eier ablegen.
Als Ausnahme wurden aus den Niederlanden Stämme der Art beschrieben, die ohne Wirtswechsel ihren gesamten Lebenszyklus an der Johannisbeere vollenden können.
Blattläuse der Gattung Cryptomyzus werden nicht von Ameisen besucht.

## Wirtschaftliche Bedeutung
Die Johannisbeerblasenlaus gilt als minder bedeutsamer gärtnerischer und landwirtschaftlicher Schädling der Johannisbeere. An Johannisbeeren treten in Mitteleuropa neun Blattlausarten häufiger auf, von denen vier wirtschaftliche Bedeutung besitzen. Häufigste Art an Johannisbeeren ist hier die Kleine Johannisbeertrieblaus (Aphis schneideri). Die ebenfalls nicht seltene Hyperomyzus lactucae bildet recht ähnliche Blattgallen wie die Johannisbeerblasenlaus aus. Die Johannisbeerblasenlaus ist ebenfalls häufig und weit verbreitet, kommt aber in der Regel in geringerer Dichte vor. Sie ist durch die verursachten Blattgallen zwar sehr auffällig, beeinträchtigt das Wachstum der Sträucher aber kaum. Eine Bekämpfung ist daher in der Regel nicht erforderlich. Eine gewisse vorbeugende Befallseindämmung wird durch den Rückschnitt bzw. durch den Auslichtungsschnitt, sofern er nach der Eiablage erfolgt, erreicht. Problematischer als die eigentlichen Symptome kann im kommerziellen Anbau das Verkleben durch Honigtau oder darauf wachsende Rußpilze sein.

## Verbreitung
Die Art ist natürlich verbreitet in der nördlichen Paläarktis. In Europa kommt sie vor in ganz Skandinavien, Großbritannien, von da an südwärts bis Ungarn. Nach Osten über das nördliche Asien bis nach Japan. Eingeschleppt und eingebürgert lebt sie heute auch in Nordamerika.

## Phylogenie, Taxonomie, Systematik
Die Art wurde von Carl von Linné schon 1758, als Aphis ribis erstbeschrieben, sie ist Typusart der Gattung Cryptomyzus Östlund, 1922. Innerhalb der Familie der Röhrenblattläuse gehört Cryptomyzus in die Tribus Macrosiphini der Unterfamilie Aphidinae, diese Position wurde durch eine phylogenomische Arbeit bestätigt. Die Gattung umfasst 18 Arten in vier Untergattungen, Cryptomyzus ribis gehört dabei zur Untergattung Cryptomyzus s. str. Von diesen kommen zehn auch in Europa vor. Alle Arten leben an Johannisbeer-Arten, an krautigen Lippenblütlern oder sind holozyklische Wirtswechsler zwischen diesen.